# Andorra en los Juegos Olímpicos de Sídney 2000
Andorra estuvo representada en los Juegos Olímpicos de Sídney 2000 por un total de 5 deportistas que compitieron en 3 deportes.  
El portador de la bandera en la ceremonia de apertura fue el atleta Antoni Bernadó. El equipo olímpico andorrano no obtuvo ninguna medalla en estos Juegos.